# Herb Pszczyny
Herb Pszczyny – jeden z symboli miasta Pszczyna i gminy Pszczyna w postaci herbu.

## Wygląd i symbolika
Herb przedstawia na tarczy o błękitnym polu wizerunek złotego orła bez korony, zwróconego w prawo, którego dziób, język i szpony są czerwone.
Jest to historyczny herb Pszczyny z górnośląskim orłem Piastów śląskich.

## Historia
Najstarszą zachowaną pieczęcią jest pochodząca z XVI wieku – wyobraża orła na tarczy turniejowej, nakrytej hełmem z labrami i pióropuszem, otoczonej wstęgą na której widnieje napis „S. CIVITATIS BLYSCZYNAE”. Wizerunek ten jest najstarszym pszczyńskich herbem – z powodu swojej przynależności w średniowieczu do różnych księstw śląskich, Pszczyna pieczętowała dokumenty takim znakiem prawdopodobnie już w XIV w. 
Podobnie wyglądał herb Pszczyny w następnych wiekach, dopiero w XIX wieku zamiast labrów pojawiły się jakby dwie gałązki zwisające z hełmu. W 1863 po raz pierwszy pojawiła się legenda sporządzona w języku niemieckim. Wówczas używano czarnego orła na złotym tle (uznany za dolnośląski, ale używany też jako symbol całego Śląska).
Do zmiany doszło w 1917 r. Rajcy miejscy postanowili uczcić częste wizyty cesarza Wilhelma II na pszczyńskim zamku (odbywały tam się narady wojskowe z udziałem m.in. cesarza austriackiego i cara bułgarskiego) i zaprojektowano herb dwupolowy – w polu prawym herbowym znajdował się czarno-żółty orzeł śląski z półksiężycem na piersiach i koroną cesarską na głowie, a w polu lewym herbowym koronę królewską i dwa skrzyżowane miecze. Tarcza herbowa nakryta była murem o trzech basztach. Projekt zyskał akceptację monarchy i wszedł w życie w maju 1917 r.
Po przyłączeniu miasta do Polski, niektórzy polscy mieszkańcy i urzędnicy uważali, że zmiana przynależności państwowej powinna wiązać się ze zmianą wyglądu symboliki na bardziej odpowiednią. Radni miejscy Pszczyny (w której nadal mieszkała silna mniejszość niemiecka) nie byli jednak chętni na rezygnację z herbu – usunięto niektóre elementy, m.in. cesarską koronę, ale zostawiono większość innych. Dopiero w 1936 r. Ministerstwo Spraw Wewnętrznych zatwierdziło nowy herb.
Herb został ustanowiony przez Radę Miejską 22 października 2019 r., załącznik graficzny został sprostowany uchwałą z dnia 20 lutego 2020 r.

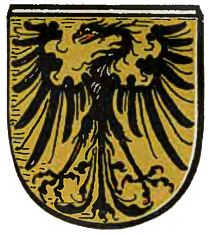
Herb Pszczyny (Pless) przed r. 1917
Herb Pszczyny w latach 1936-2019